# Canal de Seclin
Le canal de Seclin relie la Deûle de son confluent à Houplin-Ancoisne à la ville de Seclin à proximité de l'hôpital de Jeanne de Constantinople. Ce court canal rectiligne, en impasse, ne comporte aucune écluse.

## Histoire
Destiné à approvisionner en charbon les sucreries et les filatures de coton de Seclin et à l'expédition de produits agricoles, il fut creusé en 1856 par la société du canal de Seclin regroupant 41 personnes, industriels et agriculteurs, pour un coût de 400 000 francs. La concurrence du chemin de fer et le péage excessif causent la faillite de la société en 1876. Le canal est remis à l'État qui en est toujours propriétaire. Ce petit canal n'est plus utilisé par les péniches depuis les années 1960.

## Le canal aujourd'hui
L'ancien chemin de halage offre une promenade le long des rives du canal. Bordé de 150 platanes vieux de 150 ans, ce chemin est large d'un peu moins d'un mètre et est praticable à vélo (VTT ou VTC) à vitesse modérée. Il a été créé dans le cadre de l’aménagement du parc de la Deûle.

### Galerie

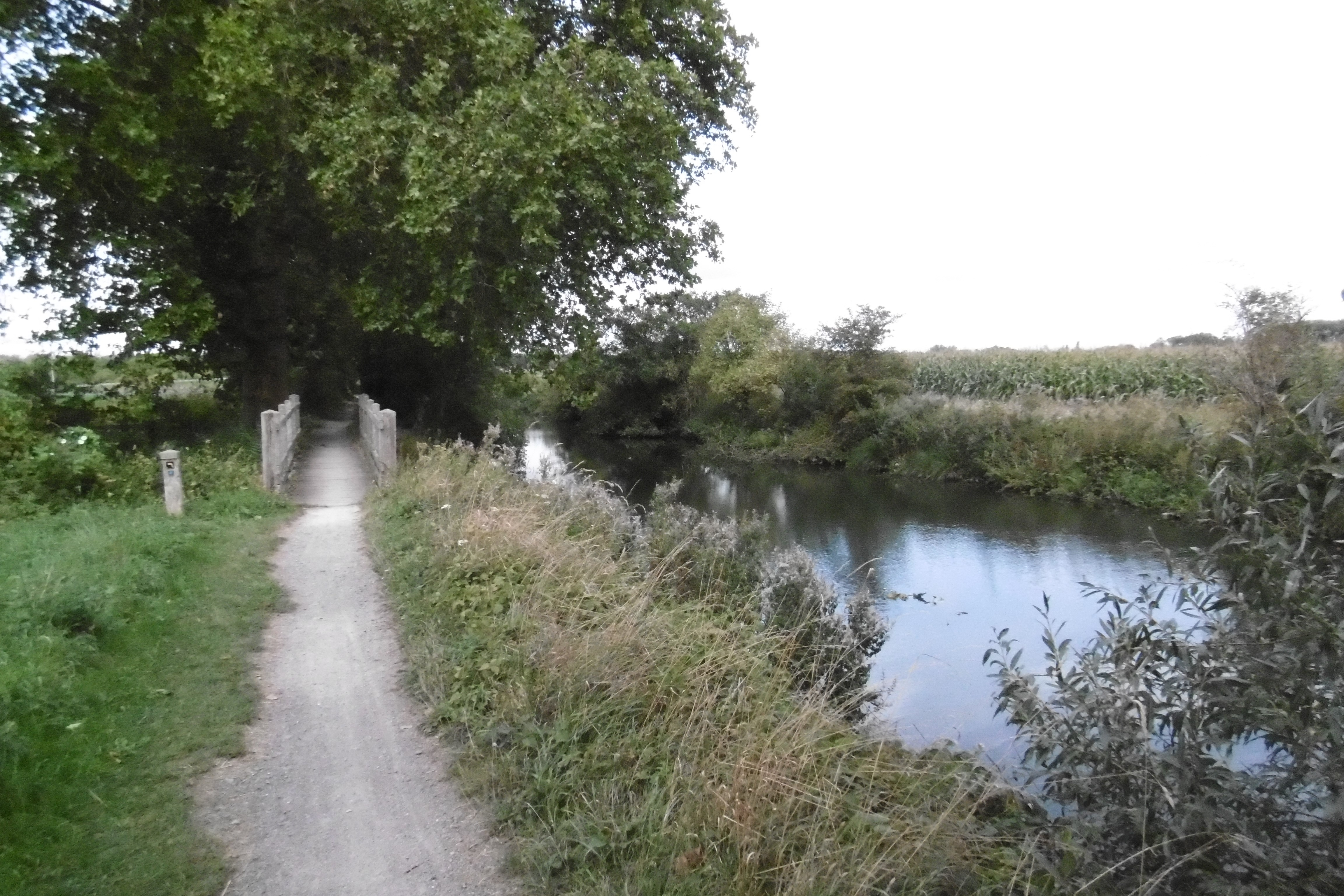
Passerelle voie verte.
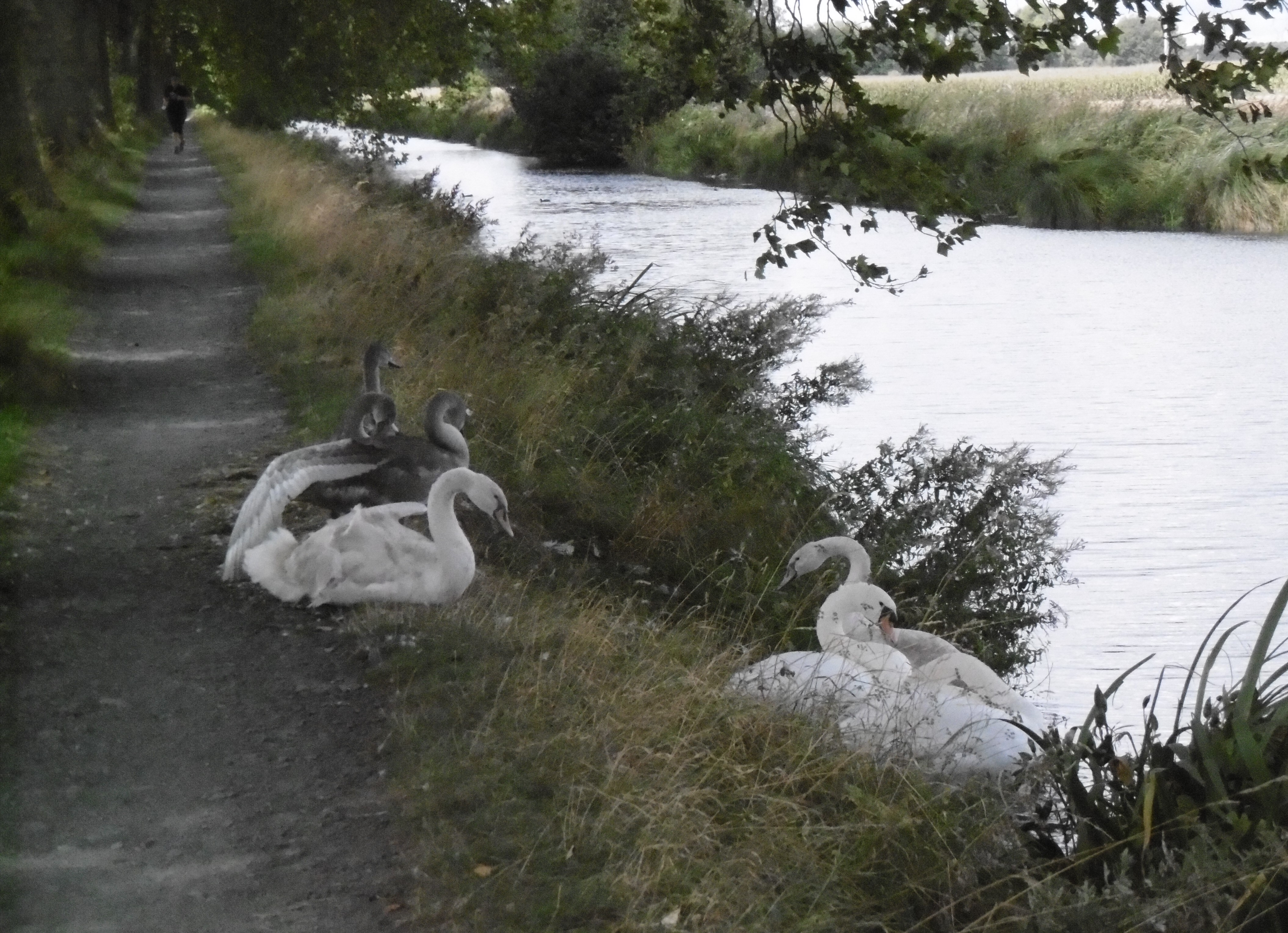
Cygnes.
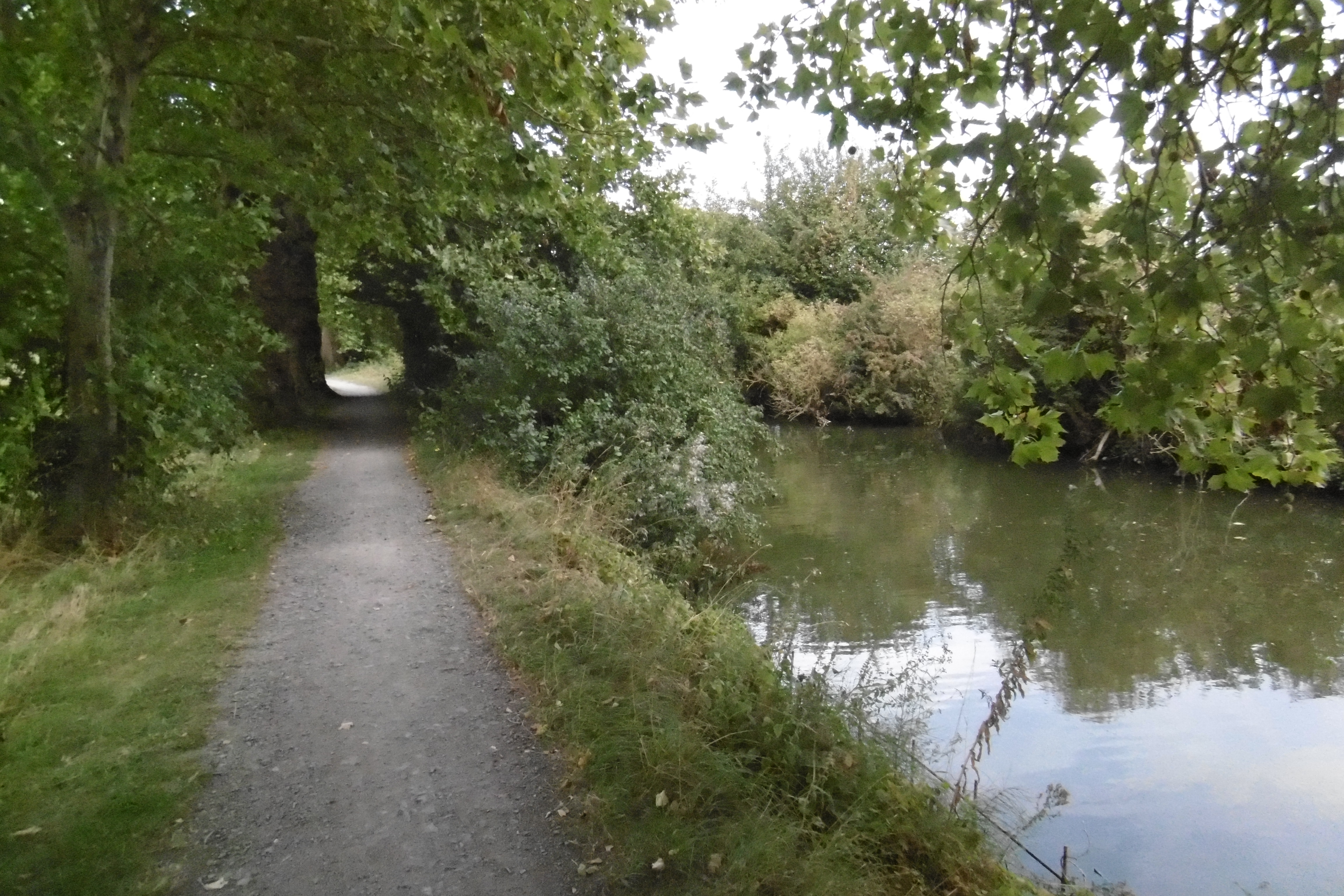
Canal de Seclin partie aval.